# Nogent-lès-Montbard
 Nogent-lès-Montbard  là một xã thuộc tỉnh Côte-d’Or trong vùng Bourgogne miền đông nước Pháp.